# Wells Fargo Plaza (El Paso)
Der Wells Fargo Plaza ist ein Hochhaus in der texanischen Großstadt El Paso. Es wurde vom Architektenbüro Charles Luckman and Associates entworfen, 1971 unter dem Namen First National Bank Plaza fertiggestellt und am 25. Oktober desselben Jahres festgestellt. Später wurde der Turm in State National Plaza umbenannt. Er ist 90 Meter (296 ft) hoch und zählt 21 Stockwerke, was es zum höchsten Gebäude der Stadt und seiner Nachbarstadt Ciudad Juárez macht. Es mischt Elemente des Brutalismus und des klassischen, internationalen Stils. Zu dem Gebäude gehört auch eine 9-stöckige Parkgarage mit 450 Parkplätzen.
Bei Nacht wird das Gebäude von 13 horizontalen Streifen erleuchtet. Hierbei wird je nach Anlass entweder eine U.S. Flagge oder ein weihnachtliches Motiv dargestellt. Weiterhin zeigt es zu sportlichen Anlässen die Abkürzung „UTEP“ der University of Texas at El Paso.
Hauptmieter ist die Bank Wells Fargo, gleichzeitig auch momentaner Namensgeber des Gebäudes. Am Dach befindet sich außerdem ein Schriftzug mit dem Logo der Bank. Es dient ausschließlich Bürozwecken.